# Go Ahead Eagles in het seizoen 2017/18
Go Ahead Eagles is een Nederlandse profvoetbalvereniging uit Deventer. Thuiswedstrijden worden gespeeld in het eigen stadion De Adelaarshorst.
Het seizoen 2017/18 was het 115e jaar in het bestaan van de voetbalclub Go Ahead Eagles uit Deventer. De club kwam uit in de Nederlandse Jupiler League, de op een na hoogste voetbalcompetitie in Nederland die de KNVB organiseert. en nam deel aan het toernooi om de TOTO KNVB beker.
Eind november werd technisch manager Dennis Bekking uit zijn functie ontheven.
Op 3 december 2017 stelde de clubleiding ook hoofdcoach Leon Vlemmings op non-actief wegens tegenvallende prestaties.
Vlemmings werd opgevolgd door Jan van Staa, die het seizoen afmaakte.
Ook assistent trainer Marco Koorman vertrok
Als nieuwe assistent werd Kick Maatman aangesteld
Ondanks de trainerswissel eindigde Go Ahead Eagles in het seizoen 2017/18 op de 17e plaats in de Jupiler League.

## Selectie 2017/18
In 2017/18 had Go Ahead Eagles met  Joey Suk,  Givan Werkhoven , Patrick Maneschijn,  Sam Beukema,  Dennis Hettinga, Thijs Dekker en Hamid Zarbaf uit Deventer en  Orhan Džepar uit Eefde voor het eerst sinds lange tijd weer een aanzienlijk aantal spelers uit de eigen stad en de regio in de selectie. Bovendien kwamen bijna al deze spelers voort uit de eigen (jeugd)opleiding.
Bijgewerkt tot en met zaterdag 28 april 2018, 23:00u
| Keepers               |           |     |    |                   |                                         |                                                      |                |
| 1 Sonny Stevens       | Nederland | 39  | 0  | 18 augustus 2017  | MVV – Go Ahead Eagles, 4–3              | FC Volendam, FC Twente                               | 2018           |
| 16 Maarten de Fockert | Nederland | 1   | 0  | 24 oktober 2017   | Fortuna Sittard – Go Ahead Eagles, 3–0  | sc Heerenveen, VVV-Venlo                             | 2018 (gehuurd) |
| 23 Mark Spenkelink    | Nederland | 0   | 0  |                   |                                         | Eigen jeugd                                          | 2018           |
| Verdedigers           |           |     |    |                   |                                         |                                                      |                |
| 3 Rick Ketting        | Nederland | 32  | 2  | 18 augustus 2017  | MVV – Go Ahead Eagles, 4–3              | Sparta Rotterdam                                     | 2019           |
| 4 Xandro Schenk       | Nederland | 167 | 11 | 1 februari 2013   | FC Den Bosch – Go Ahead Eagles, 1–0     | Ajax (Jeugd)                                         | 2018           |
| 5 Lum Rexhepi         | Kosovo    | 2   | 0  | 2 april 2017      | FC Twente – Go Ahead Eagles, 1–2        | HJK Helsinki                                         | 2018           |
| 18 Levi Opdam         | Nederland | 8   | 0  | 12 januari 2018   | N.E.C. – Go Ahead Eagles, 5–1           | AZ                                                   | 2018 (gehuurd) |
| 20 Robin Buwalda      | Nederland | 18  | 0  | 12 januari 2018   | N.E.C. – Go Ahead Eagles, 5–1           | N.E.C.                                               | 2018 (gehuurd) |
| 22 La'Vere Corbin-Ong | Canada    | 10  | 0  | 22 september 2017 | FC Emmen – Go Ahead Eagles, 0–0         | FC Pommern Greifswald, Berliner AK 07, FSV Frankfurt | 2018           |
| 22 Hamid Zarbaf       | Nederland | 5   | 0  | 2 februari 2018   | SC Cambuur – Go Ahead Eagles, 2–1       | HHC Hardenberg                                       | 2019           |
| 27 Dennis Hettinga    | Nederland | 26  | 0  | 8 september 2017  | Go Ahead Eagles – FC Volendam, 1–1      | Eigen jeugd                                          | 2018           |
| 31 Sam Beukema        | Nederland | 7   | 0  | 8 september 2017  | Go Ahead Eagles – FC Volendam, 1–1      | Eigen jeugd                                          | 2018           |
| 32 Joey Groenbast     | Nederland | 58  | 0  | 4 maart 2016      | Go Ahead Eagles – FC Emmen, 0–0         | Eigen jeugd                                          | 2019           |
| 34 Mauro Savastano    | Nederland | 5   | 0  | 12 januari 2018   | N.E.C. – Go Ahead Eagles, 5–1           | Ajax                                                 | 2018 (gehuurd) |
| ? Dylan Nieuwenhuijs  | Nederland | 0   | 0  |                   |                                         | ADO Den Haag                                         | 2018           |
| Middenvelders         |           |     |    |                   |                                         |                                                      |                |
| 6 Brem Soumaoro       | Guinee    | 20  | 0  | 18 augustus 2017  | MVV – Go Ahead Eagles, 4–3              | FC Twente (jeugd)                                    | 2020           |
| 7 Stefano Beltrame    | Italië    | 32  | 5  | 25 augustus 2017  | Go Ahead Eagles – N.E.C., 1–1           | Juventus FC                                          | 2018 (gehuurd) |
| 8 Joey Suk            | Nederland | 156 | 26 | 6 februari 2009   | FC Omniworld – Go Ahead Eagles, 1–2     | Go Ahead Eagles, Beerschot, NAC Breda                | 2018           |
| 10 Jeff Stans         | Nederland | 9   | 1  | 4 maart 2018      | Go Ahead Eagles – De Graafschap, 0–4    | NAC Breda                                            | 2019           |
| 14 Sjoerd Overgoor    | Nederland | 170 | 3  | 12 februari 2012  | FC Zwolle – Go Ahead Eagles, 0–0        | De Graafschap, SC Cambuur, Haladás                   | 2019           |
| 24 Orhan Džepar       | Nederland | 25  | 2  | 16 augustus 2015  | Go Ahead Eagles – Telstar, 5–0          | Telstar                                              | 2019           |
| 25 Thijs Dekker       | Nederland | 9   | 1  | 19 januari 2018   | Go Ahead Eagles – MVV, 3–1              | Eigen jeugd                                          | 2018           |
| 28 Sander Thomas      | Nederland | 6   | 0  | 18 augustus 2017  | MVV – Go Ahead Eagles, 4–3              | Heracles Almelo                                      | 2018           |
| 37 Tim Hölscher       | Duitsland | 14  | 0  | 18 augustus 2017  | MVV – Go Ahead Eagles, 4–3              | FC Twente                                            | 2020           |
| 37 Bruno Andrade      | Brazilië  | 13  | 1  | 28 januari 2018   | FC Volendam – Go Ahead Eagles, 4–3      | Birkirkara FC                                        | 2019           |
| Aanvallers            |           |     |    |                   |                                         |                                                      |                |
| 9 Leon de Kogel       | Nederland | 73  | 29 | 10 augustus 2015  | Jong PSV – Go Ahead Eagles, 2–0         | FC Utrecht                                           | 2018           |
| 9 Siebe Schets        | Nederland | 3   | 1  | 13 april 2018     | Go Ahead Eagles – FC Eindhoven, 1–3     | FC Twente (jeugd)                                    | 2018 (gehuurd) |
| 10 Shadrach Eghan     | Ghana     | 7   | 0  | 18 augustus 2017  | MVV – Go Ahead Eagles, 4–3              | FC Twente, Stabaek IF, Vendsyssel FF                 | -              |
| 11 Pieter Langedijk   | Nederland | 36  | 6  | 18 augustus 2017  | MVV – Go Ahead Eagles, 4–3              | Sparta Rotterdam, RKC Waalwijk                       | 2020           |
| 19 Sam Hendriks       | Nederland | 64  | 27 | 28 augustus 2016  | Go Ahead Eagles – Ajax, 0–3             | Ajax                                                 | 2019           |
| 21 Givan Werkhoven    | Nederland | 31  | 4  | 14 mei 2017       | Go Ahead Eagles – Sparta Rotterdam, 1–3 | Eigen jeugd                                          | 2018           |
| 26 Patrick Maneschijn | Nederland | 19  | 1  | 14 mei 2017       | Go Ahead Eagles – Sparta Rotterdam, 1–3 | Eigen jeugd                                          | 2018           |
| 28 Aaron Nemane       | Engeland  | 17  | 2  | 12 januari 2018   | N.E.C. – Go Ahead Eagles, 5–1           | Manchester City                                      | 2018 (gehuurd) |

### Technische en medische staf
| Technische Staf    |           |                   |                  |
| Leon Vlemmings     | Nederland | trainer/coach     | tot 3 dec 2017)  |
| Jan van Staa       | Nederland | trainer/coach     | sinds 5 dec 2017 |
| Michel Boerebach   | Nederland | assistent-trainer |                  |
| Marco Koorman      | Nederland | assistent-trainer | tot 5 dec 2017   |
| Kick Maatman       | Nederland | assistent-trainer | sinds 5 dec 2017 |
| Sjoerd Woudenberg  | Nederland | keeperstrainer    |                  |
| Alfred Knippenberg | Nederland | teammanager       | sinds 6 dec 2017 |
| Medische staf      |           |                   |                  |
| Dennis Kok         | Nederland | clubarts          |                  |
| Norbert Schilder   | Nederland | clubarts          |                  |
| Suzanne Huurman    | Nederland | clubarts          |                  |
| Coen Geers         | Nederland | fysiotherapeut    |                  |
| Henk-Jan Nijenhuis | Nederland | fysiotherapeut    |                  |
| Henk Nijenhuis     | Nederland | verzorger         |                  |

### Transfers 2017/18

#### Aangetrokken spelers 2017/18
| Naam               | Nationaliteit | Positie      | Vorige club       | Contract         |
| ------------------ | ------------- | ------------ | ----------------- | ---------------- |
| Siebe Schets       | Nederland     | aanvaller    | FC Twente         | 2018 (gehuurd)** |
| Jeff Stans         | Nederland     | middenvelder | NAC Breda         | 2019**           |
| Bruno Andrade      | Brazilië      | middenverder | Birkirkara FC     | 2019**           |
| Hamid Zarbaf       | Nederland     | verdediger   | HHC Hardenberg    | 2019**           |
| Robin Buwalda      | Nederland     | verdediger   | N.E.C.            | 2018 (gehuurd)** |
| Levi Opdam         | Nederland     | verdediger   | AZ                | 2018 (gehuurd)** |
| Mauro Savastano    | Nederland     | verdediger   | Ajax              | 2018 (gehuurd)** |
| Aaron Nemane       | Engeland      | aanvaller    | Manchester City   | 2018 (gehuurd)** |
| Pieter Langendijk  | Nederland     | aanvaller    | Sparta Rotterdam  | 2020             |
| Shadrach Eghan     | Ghana         | aanvaller    | FC Twente         | 2019             |
| Sander Thomas      | Nederland     | middenvelder | Heracles Almelo   | 2018             |
| Sjoerd Overgoor    | Nederland     | middenvelder | De Graafschap     | 2019             |
| Stefano Beltrame   | Italië        | middenvelder | Juventus FC       | 2018 (gehuurd)   |
| La'Vere Corbin-Ong | Canada        | verdediger   | FSV Frankfurt     | 2018             |
| Rick Ketting       | Nederland     | verdediger   | Sparta Rotterdam  | 2019             |
| Maarten de Fockert | Nederland     | doelman      | sc Heerenveen     | 2018 (gehuurd)   |
| Tim Hölscher       | Duitsland     | middenvelder | FC Twente         | 2020             |
| Brem Soumaoro      | Guinee        | middenvelder | FC Twente (jeugd) | 2020             |
| Sonny Stevens      | Nederland     | doelman      | FC Twente         | 2018             |

** aangetrokken tijdens wintertransferperiode 2017/2018

#### Verhuurde spelers 2017/2018
| Naam           | Nationaliteit | Positie   | Verhuurd aan |    |
| -------------- | ------------- | --------- | ------------ | -- |
| Shadrach Eghan | Ghana         | aanvaller | Telstar      | ** |

** verhuurd vanaf wintertransferperiode 2017/2018

#### Vertrokken spelers 2017/18
| Naam                    | Nationaliteit | Positie      | Nieuwe club                 |             |
| ----------------------- | ------------- | ------------ | --------------------------- | ----------- |
| Lum Rexhepi             | Kosovo        | verdediger   | KuPS Kuopio                 | **          |
| Tim Hölscher            | Duitsland     | middenvelder | Esbjerg fB                  | **          |
| Leon de Kogel           | Nederland     | aanvaller    | UE Cornellà                 | **          |
| Sander Thomas           | Nederland     | middenvelder | onbekend                    | **          |
| La'Vere Corbin-Ong      | Canada        | verdediger   | Johor Darul Ta’zim FC (JDT) | **          |
| Sander Fisher           | Nederland     | verdediger   | Sparta Rotterdam            |             |
| Chris David             | Nederland     | aanvaller    | FC Utrecht                  |             |
| Elvio van Overbeek      | Nederland     | aanvaller    | De Graafschap               |             |
| Henrik Ojamaa           | Estland       | aanvaller    | HNK Gorica                  |             |
| Teije ten Den           | Nederland     | aanvaller    | FC Volendam                 |             |
| Theo Zwarthoed          | Nederland     | keeper       | SBV Excelsior               |             |
| Erik Cummins            | Nederland     | keeper       | SC Cambuur                  |             |
| Lars Lambooij           | Nederland     | verdediger   | gestopt                     |             |
| Sébastien Locigno       | België        | verdediger   | KV Oostende                 | was gehuurd |
| Norichio Nieveld        | Nederland     | verdediger   | FC Oss                      |             |
| Rochdi Achenteh         | Nederland     | verdediger   | FC Eindhoven                |             |
| Sander Duits            | Nederland     | middenvelder | SDC Putten                  |             |
| Daniel Crowley          | Engeland      | middenvelder | Willem II                   | was gehuurd |
| Marcel Ritzmaier        | Oostenrijk    | middenvelder | PSV                         | was gehuurd |
| Tom Daemen              | Nederland     | middenvelder | gestopt                     |             |
| Pedro Chirivella Burgos | Spanje        | middenvelder | Liverpool FC → Willem II    | was gehuurd |
| Ludcinio Marengo        | Nederland     | aanvaller    | ADO Den Haag                | was gehuurd |
| Mohamed Hamdaoui        | Nederland     | aanvaller    | Telstar                     |             |
| Jarchinio Antonia       | Nederland     | aanvaller    | Omonia Nicosia              |             |
| Elvis Manu              | Nederland     | aanvaller    | Brighton & Hove Albion      | was gehuurd |

** vertrokken tijdens wintertransferperiode 2017/2018

## Jeugd

### Jeugdteams, -kader en indeling 2017-2018
| Team     | Trainer         | Competitie                 | Opmerking |
| -------- | --------------- | -------------------------- | --------- |
| Beloften | Marco Koorman   | Beloftencompetitie Poule B |           |
| O 19     | Harry Decheiver | 2e Divisie A               |           |
| O 17     | Kick Maatman    | 1e Divisie                 |           |
| O 15     | Jan Kromkamp    | 1e Divisie A               |           |
| O 13     | Uğur Yıldırım   | 1e Divisie                 |           |

#### Jeugdteams in het seizoen 2017-2018
Go Ahead Eagles O19 komt uit in de 2e Divisie A, Go Ahead Eagles O17 in de 1e Divisie, Go Ahead Eagles O15 in de 1e Divisie A. Go Ahead Eagles O13 in de 1e Divisie.
ADO Den Haag ·
FC Den Bosch ·
SC Cambuur ·
FC Dordrecht ·
FC Eindhoven ·
FC Emmen ·
Excelsior Rotterdam ·
De Graafschap ·
Helmond Sport ·
Jong Ajax ·
Jong AZ ·
Jong PSV ·
Jong FC Utrecht ·
MVV Maastricht ·
Roda JC Kerkrade ·
Telstar ·
TOP Oss ·
Vitesse ·
FC Volendam ·
VVV-Venlo